# Park Přátelství v Praze
Park Přátelství na sídlišti Prosek je park s nejdelší umělou vodní soustavou v Praze. Těžištěm celého parku jsou lámané křivky systému vodních ploch a kaskád, který díky jedenácti přepadům vodní soustavy doplňují i zvuky tekoucí vody.

## Historie
Sídliště Prosek vzniklo v letech 1964–1971. S cílem zlepšit pro nové obyvatele sídlištní prostředí vypsal Útvar hlavního architekta města Prahy architektonicko-krajinářskou soutěž na vytvoření obvodního parku Prahy 9, jehož původní rozloha měla být 23 hektarů. Hlavní myšlenkou vítězného návrhu architekta Otakara Kuči byla soustava rybníčků, potůčků a kaskád, která spolu se zelení měla zásadně vylepšit stepní klima a snížit prašnost v celé lokalitě. Park se realizoval v letech 1978–1983 a byla dokončena pouze střední, asi desetihektarová část. V ní byly sice založeny kvalitní výsadby a vytvořeny i protihlukové bariéry, ale původně navrhovaná přírodní nábřeží vodotečí nahradily betonové břehy. V důsledku zanedbávané údržby pak po několikaletém provozu dosloužil recirkulační systém a stavební i vegetační části parku začaly chátrat.
V roce 2004  byla kvůli povrchovému hloubení tunelu pro trasu pražského metra do Letňan zabrána přibližně čtvrtina plochy parku a alej 110 vzrostlých lip a dubů byla pokácena. Díky reakci odborné i laické veřejnosti byla zpracována studie obnovy parku a část parku dotčená stavbou metra včetně terénního valu byla zrekonstruována. Revitalizace celého Parku Přátelství, která respektovala jeho původní koncepci i architektonické řešení (Otakar Kuča se na projektu revitalizace podílel), pak byla v několika etapách realizována. Byla ukončena v roce 2008.

## Popis
Severozápadní polovina parku je na území Střížkova, jihovýchodní polovina na území Proseku. Park se jako pás o šířce kolem 150 m mezi Vysočanskou a Jabloneckou ulicí táhne v délce asi 1 km od severozápadu (od stanice metra Střížkov) na jihovýchod (ke stanici metra Prosek).  
Soustava rybníčků a vodotečí s kaskádami a s prstencovou fontánou na nejvyšším místě parku (její vodotrysk je zdrojem vody pro celý systém) má délku asi 450 m, celkový objem vody v ní je 1600 až 1800 m³.
Mezi dřevinami převládají lípy malolisté, duby (zimní, letní i červené), jírovce maďaly, javory mléče, habry obecné a jeřáby, z méně obvyklých dřezovce trojtrnné. U vodních ploch jsou osázeny vrby. 
Část plochy nedaleko stanice Střížkov zabírá parkoviště, na konci parku u stanice Prosek je parkovací dům a obchody. Poblíž středové fontány je bronzová socha básníka Jiřího Wolkera od Miloslava Šonky z roku 1984. V parku jsou také dětská hřiště a letní kulturní areál (amfiteátr). Prochází tudy Severozápadní naučná stezka Prahy 9, otevřená v roce 2009. V severní části parku u ulice Jiřetínská je výcvikové hřiště pro psy.